# Háborús héja
Angol nyelvterületen a politikában a háborús héja kifejezés olyan személyekre utal, akik támogatják a fegyveres konfliktusok indítását vagy a folyamatban lévő konfliktusok eszkalációját, ahelyett, hogy párbeszéddel vagy más békés erőszakmentes módszerekkel próbálnák megoldani a problémákat. 
A héják a háborús galambok ellentétei; ezek támogatják a konfliktusok békés megoldását, és úgy vélik, hogy a háborút minden áron el kell kerülni, hacsak nem feltétlenül szükséges. A kifejezések az azonos nevű madarakkal való történelmi analógiából származnak: a héják ragadozó madarak, amelyek más állatokat támadnak és esznek meg, míg a galambok gyümölcsöket és magokat esznek, és a béke szimbólumai.
A kifejezés változatai közé tartozik a ‘chicken hawk’, amely olyan személyre utal, aki támogatja a háborút, de korábban elkerülte vagy aktívan kerüli a katonai szolgálatot, mint például Dick Cheney alelnök; a liberális héja pedig olyan személyre utal, aki a belpolitikában a passzív liberalizmushoz ragaszkodik, miközben egyidejűleg militarista és intervenciós külpolitikát folytat, mint például Lyndon B. Johnson elnök.

## Történelmi csoport

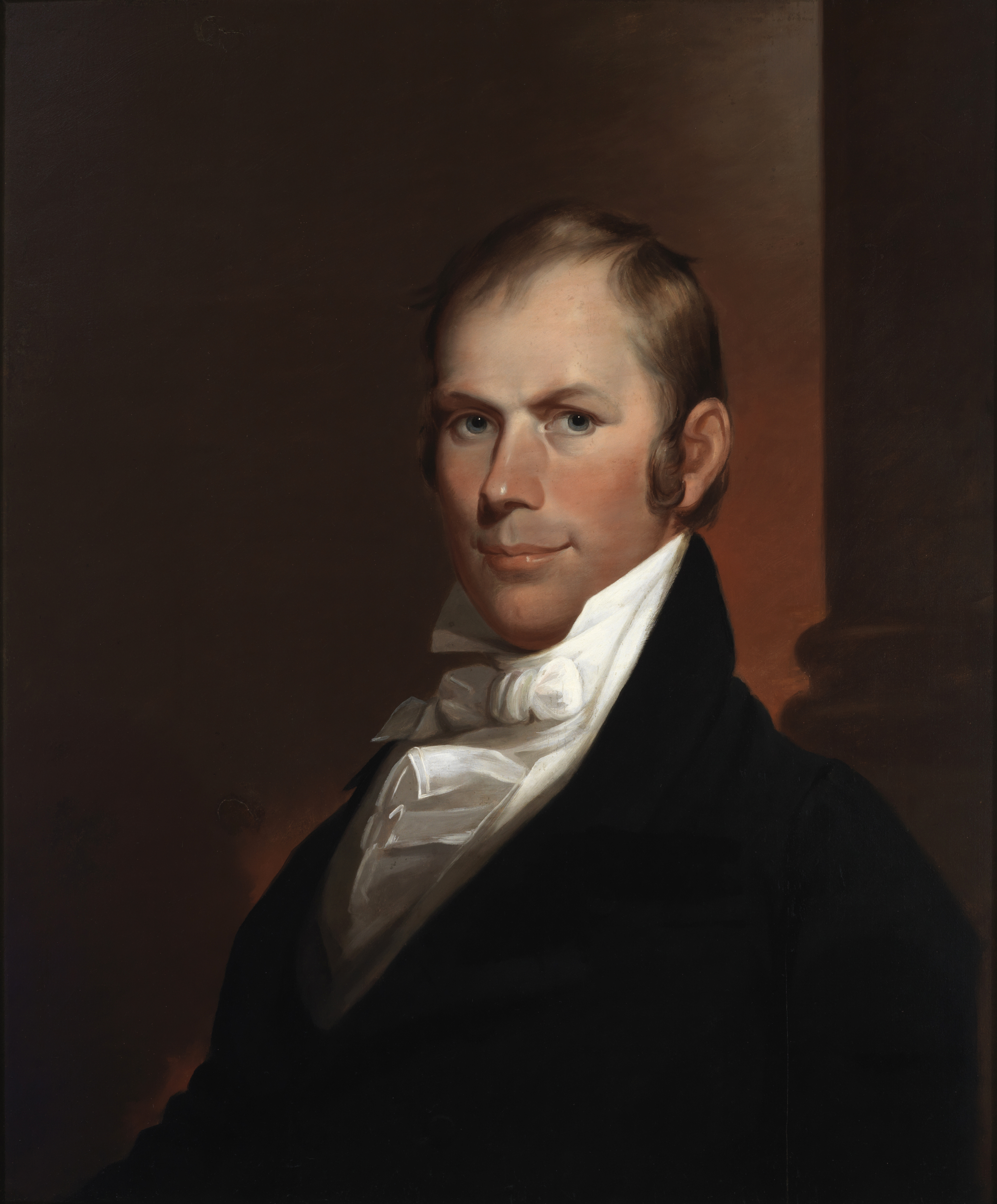
Henry Clay, a 19. századi háborús héják „irányító szelleme”

A "háborús héja” kifejezést 1792-ben találták ki, emellett gyakran használták azok a politikusok kigúnyolására, akik a háborúpárti politikát részesítették előnyben békeidőben. Donald R. Hickey történész 129 használatot talált a kifejezésre az amerikai újságokban 1811 vége előtt, leginkább a demokrata-republikánus külpolitikára figyelmeztető federalistáktól. Némely háborúellenes demokrata-republikánus használta, mint John Randolph of Roanoke virginiai kongresszusi képviselő. A háborús héjáknak soha nem volt "hivatalos" névsora; ahogy Hickey megjegyzi: "A tudósok megoszlanak a tekintetben, hogy kit (ha valakit) kell háborús héjának minősíteni." Viszont a legtöbb történész a tizenkettedik kongresszus körülbelül egy-két tucat tagjára használja ezt a kifejezést. Ennek a frakciónak a vezetője Henry Clay, házelnöke volt. A dél-karolinai John C. Calhoun egy másik nevezetes háborús héja volt. Mindketten évtizedeken át az amerikai politika jelentős szereplőjévé váltak, annak ellenére, hogy maguknak nem sikerült elnyerniük az elnöki posztot. További, hagyományosan háborús héjaként azonosított férfiak közé tartozik a kentuckyi Richard Mentor Johnson, a dél-karolinai William Lowndes, a dél-karolinai Langdon Cheves, a tennessee-i Felix Grundy és a georgiai William W. Bibb.

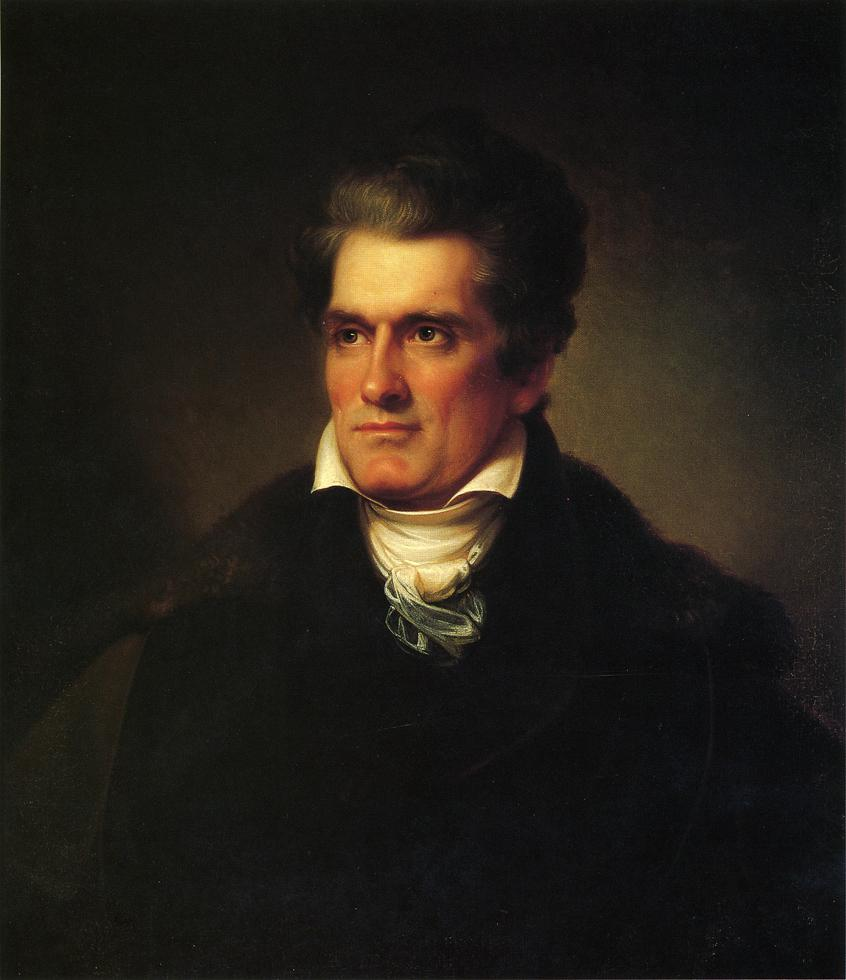
John C. Calhoun, egy másik déli politikus, aki háborús héjaként híres

James Madison elnök határozta meg a Kongresszus törvényhozási napirendjét, és a képviselőház bizottságai számára politikai ajánlásokat adott, amelyeket törvényjavaslatként kell benyújtani a Házban. Ennek ellenére „félénk léleknek” tekintették, és a háborús héják harci buzgalmát megpróbálta visszatartani.

## Fordítás
Ez a szócikk részben vagy egészben  a   War hawk című angol Wikipédia-szócikk ezen változatának fordításán alapul.  Az eredeti cikk szerkesztőit annak laptörténete sorolja fel. Ez a jelzés csupán a megfogalmazás eredetét és a szerzői jogokat jelzi, nem szolgál a cikkben szereplő információk forrásmegjelöléseként.